# Jagdgeschwader 107
107-ма винищувальна ескадра (нім. Jagdgeschwader 107 (JG 107) — винищувальна ескадра Люфтваффе за часів Другої світової війни.

## Історія
107-ма винищувальна ескадра заснована 27 січня 1943 року на аеродромі поблизу французького міста Нансі за рахунок розгортання штабу 7-ї навчальної авіаційної школи (нім. Stab/Jagdfliegerschule 7 (JFS 7). 31 травня 1944 року розформована. 15 жовтня 1944 року сформована вдруге в Гагенові. Оснащувалася навчально-тренувальними літаками Ar 96, Me 108, Bü 131 та іншими моделями, винищувачами типу Messerschmitt Bf 109 та Me 110 тощо, а також літаками італійського та трофейними літаками виробництва Франції. 15 квітня 1945 року остаточно розформована.

## Командування

### Командири
1-ше формування
- майор Георг Маєр (нім. Georg Meyer) (27 січня 1943 — 31 травня 1944)

2-ге формування
- майор Геннінґ Штрюмпель (нім. Henning Strümpell) (15 жовтня 1944 — 15 квітня 1945)

## Бойовий склад 107-ї винищувальної ескадри
- Штаб (Stab/JG107)
- 1-ша ескадрилья (1./JG107)
- 2-га ескадрилья (2./JG107)
- 3-тя ескадрилья (3./JG107)
- 4-та ескадрилья (4./JG107)